# Niederguinea (Region)
Niederguinea ist eine Region in Teilen von Zentral- und Südwest-Afrika. Zusammen mit der Region Oberguinea bildet sie die Guinea-Region. 
Niederguinea reicht von Kamerun bis nach Angola. Die Landschaft wird von der Niederguineaschwelle bestimmt und weist einen schmalen Küstenstreifen mit tropischem Regenwald und Savannen auf. Der größte Fluss ist der Kongo.

## Länder
Folgende Länder liegen teilweise oder ganz in der afrikanischen Region Niederguinea:
- Kamerun
- Äquatorialguinea
- Gabun
- Republik Kongo
- Demokratische Republik Kongo
- Angola

## Abweichende Definition
In der Ichthyologie wird mit Niederguinea die Region bezeichnet, die durch die Flüsse Cross River, Wouri, Sanaga, Mbini, Komo, Ogooué, Nyanga, Bouenza und Kouilou entwässert wird (inklusive aller Nebenflüsse). Die Region umfasst dann das südöstliche Nigeria, West- und Zentralkamerun, Äquatorialguinea, Gabun, den Westen der Republik Kongo, den Norden Cabindas und den unmittelbar an das nördliche Cabinda angrenzenden Teil der Provinz Kongo Central in der Demokratischen Republik Kongo. Bei dieser Definition gehört der Kongo nicht zur Region Niederguinea.